# 原田宗一郎
原田 宗一郎（はらだ そういちろう、1877年（明治10年）3月19日 - 没年不詳）は、日本の陸軍軍人。最終階級は陸軍少将。

## 経歴
和歌山県出身。原田安三右衛門の長男として生まれる。成城学校（現成城中学校・高等学校）を卒業後、1898年（明治31年）11月、陸軍士官学校（10期）を卒業。翌年6月、騎兵少尉に任官した。
1912年（明治45年）6月、騎兵少佐に進級。1917年（大正6年）8月、騎兵中佐に進み、騎兵第3連隊長に就任。その後、シベリア出兵に出征した。1920年（大正9年）4月、騎兵第28連隊長に転じ、1922年（大正11年）2月、騎兵大佐に昇進した。1923年（大正12年）8月、騎兵第13連隊長に就任。
1926年（大正15年）3月、陸軍少将に進級し軍馬補充部付となる。1927年（昭和2年）12月、騎兵第2旅団長に就任。1930年（昭和5年）8月1日に待命となり、同月29日、予備役に編入された。
1947年（昭和22年）11月28日、公職追放仮指定を受けた。

## 栄典
位階
- 1902年（明治35年）2月20日 - 従七位[8]
- 1930年（昭和5年）6月16日 - 従四位[9]

勲章
- 1930年（昭和5年）7月8日 - 勲二等瑞宝章[10]
- 1940年（昭和15年）8月15日 - 紀元二千六百年祝典記念章[11]